# Lernaeodiscidae
Lernaeodiscidae är en familj av kräftdjur. Enligt Catalogue of Life ingår Lernaeodiscidae i ordningen Kentrogonida, klassen Maxillopoda, fylumet leddjur och riket djur, men enligt Dyntaxa är tillhörigheten istället ordningen rotfotingar, klassen Maxillopoda, fylumet leddjur och riket djur. Enligt Catalogue of Life omfattar familjen Lernaeodiscidae 9 arter. 
Kladogram enligt Catalogue of Life och Dyntaxa:
| Lernaeodiscidae | \| \| Lernaeodiscus \| \| \| \| \| \| Parthenopea \| \| \| \| \| \| Triangulus \| \| \| \| |
|                 | \| \| Lernaeodiscus \| \| \| \| \| \| Parthenopea \| \| \| \| \| \| Triangulus \| \| \| \| |
|                 | Peltogastridae                                                                             |
|                 |                                                                                            |
|                 | Sacculinidae                                                                               |
|                 |                                                                                            |
|                 | Lernaeodiscus                                                                              |
|                 |                                                                                            |
|                 | Parthenopea                                                                                |
|                 |                                                                                            |
|                 | Triangulus                                                                                 |
|                 |                                                                                            |

|  | Lernaeodiscus |
|  |               |
|  | Parthenopea   |
|  |               |
|  | Triangulus    |
|  |               |